# Кирилов Олег Миколайович
Олег Миколайович Кирилов (нар. 7 вересня 1975, Сімферополь, Кримська область, УРСР) — радянський та український футболіст, виступав на позиції захисника.

## Життєпис
Вихованець харківського «Олімпіка». У 1992 році перейшов у російську «Пресню». У вищій лізі дебютував 30 жовтня 1993 року в виїзному матчі 34-о туру проти ставропольського «Динамо», замінивши на 80-й хвилині зустрічі Миколу Крестобінцева. У 1994 році перейшов у харківський «Металіст». У 1996 році зіграв один матч за нижньокамський «Нафтохімік» у першій лізі Росії. У !997 році виступав за аматорський колектив «Енергетик» (Комсомольське). З 1997 по 1998 рік грав за «Зорю» Ленінськ-Кузнецький. Після чого виступав за «Носту». У 2002 році повернувся в Україну, грав за харківський «Арсенал», виступав в аматорському чемпіонаті України за «Газовик-ХГВ». Професіональну кар'єру завершив у «Геліосі» в 2004 році. Потім виступав за аматорські клуби «Локомотив» (Дворічна) та «Ніка-СМК». В останньому з вище вказаних у 2011 році перебував на посаді граючого головного тренера.